# Van Rysel-Roubaix

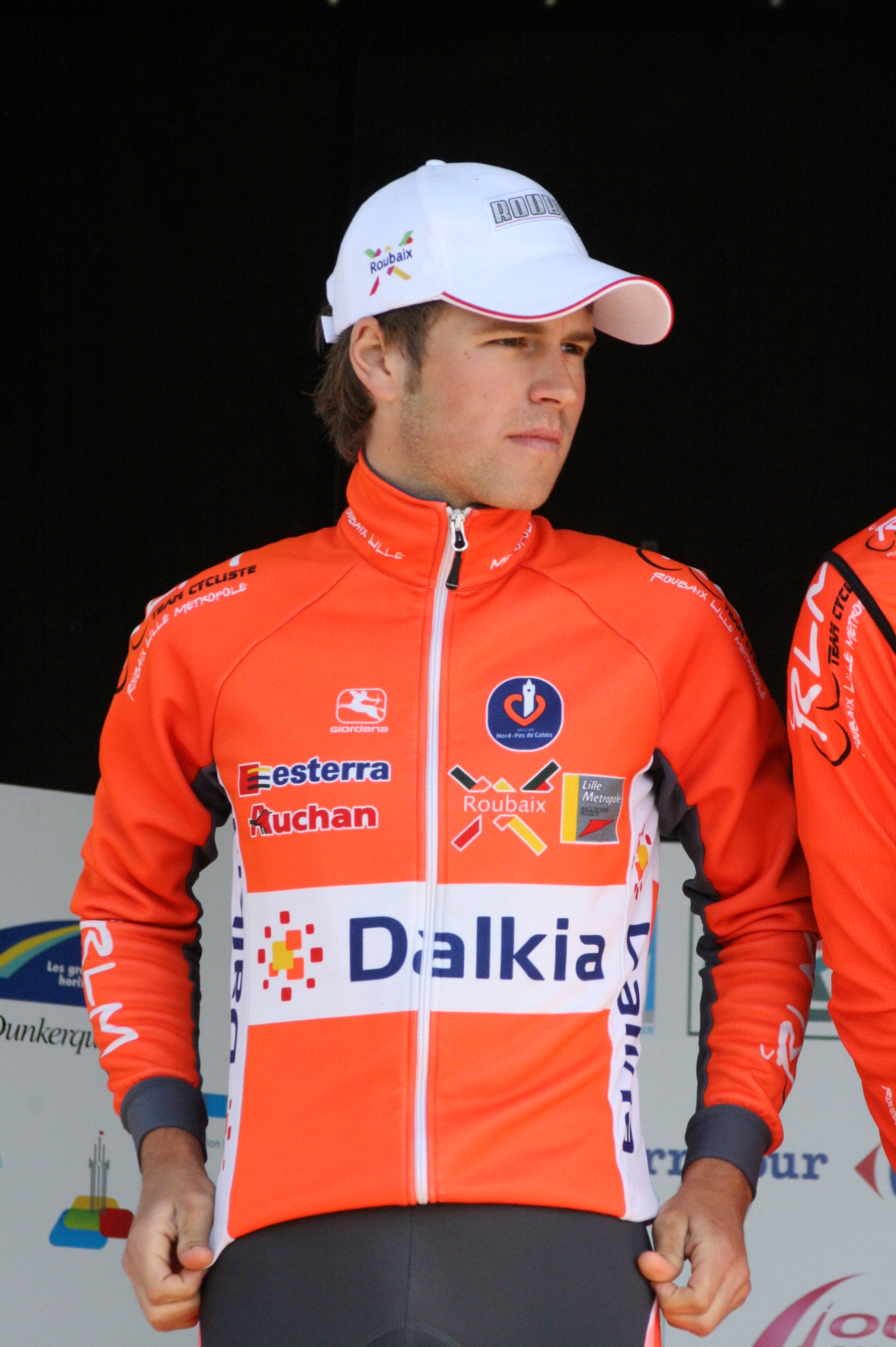
Jocelyn Bar im Trikot der Mannschaft (2010)

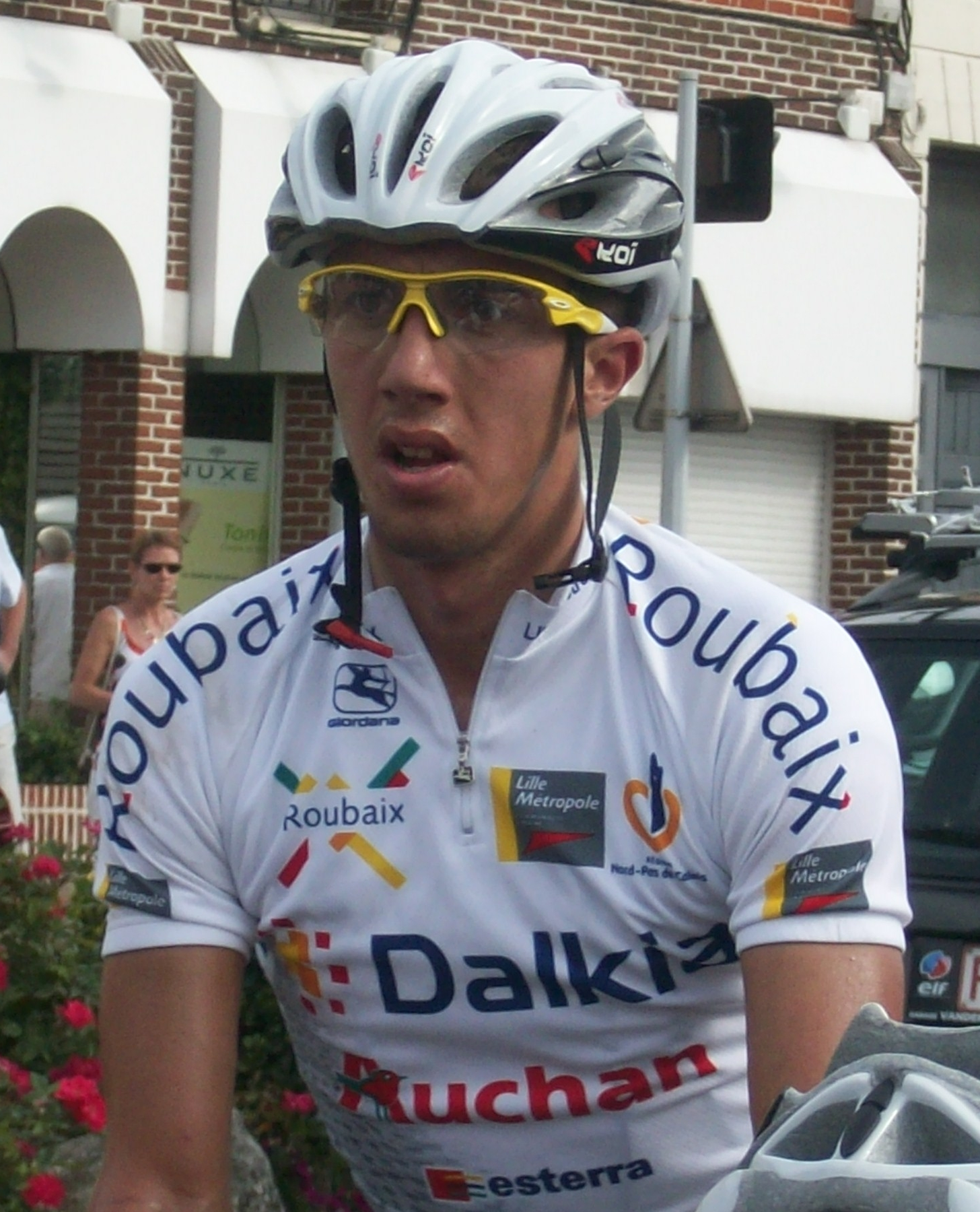
Fabien Taillefer im Trikot der Mannschaft (2009)

Van Rysel-Roubaix ist ein französisches Radsportteam mit Sitz in Roubaix.

## Organisation und Geschichte
Als Roubaix Lille Métropole wurde das Team 2007 gegründet und besitzt seitdem eine UCI-Lizenz als Continental Team, mit der sie hauptsächlich an Rennen der UCI Europe Tour teilnehmen. Sponsoren sind seit Gründung die Stadt Roubaix und die Region Lille Métropole. Seit der Saison 2023 wird das Team mit Fahrrädern der Marke Van Rysel, einer Eigenmarke von Decathlon, ausgestattet.

## Saison 2025
Mannschaft
| Teamkader 2025          | Teamkader 2025     | Teamkader 2025 | Teamkader 2025                          |
| Name                    | Geburtsdatum       | Land           | Vorheriges Team                         |
| ----------------------- | ------------------ | -------------- | --------------------------------------- |
| Rait Ärm                | 31. März 2000      | Estland        | Équipe continentale Groupama-FDJ (2022) |
| Daniel Årnes            | 6. Juni 2000       | Norwegen       | Uno-X Mobility Development (2024)       |
| Kévin Avoine            | 14. November 1997  | Frankreich     | SCO Dijon (2023)                        |
| Rémi Capron             | 18. Juni 2000      | Frankreich     | VC Villefranche Beaujolais (2023)       |
| Célestin Guillon        | 7. April 1996      | Frankreich     | Laval Cyclisme 53 (2022)                |
| Maxime Jarnet           | 6. September 1998  | Frankreich     | VC Villefranche Beaujolais (2021)       |
| Maximilien Juillard     | 13. Dezember 2001  | Frankreich     | VC Villefranche Beaujolais (2022)       |
| Kenny Molly             | 24. Dezember 1996  | Belgien        | Bingoal Pauwels Sauces WB (2022)        |
| Emmanuel Morin          | 13. März 1995      | Frankreich     | CIC U Nantes Atlantique (2023)          |
| Baptiste Planckaert     | 28. September 1988 | Belgien        | Intermarché-Wanty (2024)                |
| Valentin Tabellion      | 23. März 1999      | Frankreich     | Vendée U Pays de la Loire (2020)        |
| Killian Théot           | 6. Juni 1999       | Frankreich     | VC Rouen 76 (2024)                      |
|                         |                    |                |                                         |
| Quelle: ProCyclingStats |                    |                |                                         |

Erfolge
| Siege | Siege  | Siege | Siege  | Siege  | Siege |
| Datum | Rennen | Staat | Klasse | Sieger |       |
| ----- | ------ | ----- | ------ | ------ | ----- |

## Erfolge pro Saison
| Rennserie                 | 2007 | 2008 | 2009 | 2010 | 2011 | 2012 | 2013 | 2014 | 2015 | 2016 | 2017 | 2018 | 2019 | 2020 | 2021 | 2022 | 2023 | 2024 |
| ------------------------- | ---- | ---- | ---- | ---- | ---- | ---- | ---- | ---- | ---- | ---- | ---- | ---- | ---- | ---- | ---- | ---- | ---- | ---- |
| UCI ProSeries             | -    | -    | -    | -    | -    | -    | -    | -    | -    | -    | -    | -    | -    | -    | -    | -    | -    | -    |
| UCI Continental Circuits  | 2    | 1    | 1    | 6    | 3    | 2    | 1    | 4    | 6    | 3    | -    | 2    | 2    | 1    | 1    | 3    | 2    | 5    |
| nationale Meisterschaften | -    | -    | 1    | -    | -    | -    | -    | 1    | -    | -    | -    | -    | -    | -    | -    | -    | -    | 1    |

## Platzierungen in UCI-Ranglisten
UCI-Weltrangliste
| World Ranking | World Ranking | World Ranking               | World Ranking |
| Jahr          | Teamwertung   | Einzelwertung               |               |
| ------------- | ------------- | --------------------------- | ------------- |
| 2016          | —             | Rudy Barbier (114. )        |               |
| 2017          | —             | Jérémy Leveau (254. )       |               |
| 2018          | —             | Julien Antomarchi (331. )   |               |
| 2019          | 57.           | Pierre Barbier (294. )      |               |
| 2020          | 58.           | Jordan Levasseur (276. )    |               |
| 2021          | 68.           | Emiel Vermeulen (527. )     |               |
| 2022          | 41.           | Evaldas Šiškevičius (303. ) |               |
| 2023          | —             | Norman Vahtra (522. )       |               |
| 2024          | 51.           | Emmanuel Morin (427. )      |               |
|               |               |                             |               |
| Quelle: UCI   |               |                             |               |

UCI Africa Tour
| Saison    | Mannschaftswertung | Fahrerwertung           |
| --------- | ------------------ | ----------------------- |
| 2008      | 17.                | Jean-Marc Bideau (137.) |
| 2009-2016 | -                  | -                       |

UCI Europe Tour
| Saison | Mannschaftswertung | Fahrerwertung               |
| ------ | ------------------ | --------------------------- |
| 2007   | 55.                | Jauheni Hutarowitsch (115.) |
| 2008   | 59.                | Paul Moucheraud (371.)      |
| 2009   | 45.                | Mickaël Larpe (164.)        |
| 2010   | 15.                | Cédric Pineau (11.)         |
| 2011   | 39.                | Steven Tronet (164.)        |
| 2012   | 48.                | Fabien Schmidt (197.)       |
| 2013   | 63.                | Julien Duval (199.)         |
| 2014   | 16.                | Baptiste Planckaert (38.)   |
| 2015   | 18.                | Baptiste Planckaert (12.)   |
| 2016   | 23.                | Rudy Barbier (28.)          |
| 2017   | 23.                | Jérémy Leveau (109.)        |
| 2018   | 23.                | Julien Antomarchi (167.)    |